# Модель Ізінга
Модель Ізінга — модель статистичної системи, в якій можуть спостерігатися фазові переходи.
В моделі Ізінга «частинки» розташовані у вузлах регулярної ґратки і можуть перебувати в одному з двох станів. Кожну з них можна описати параметром, який умовно називають «спіном» і позначають S. Спін має значення +1 в одному з станів, і значення −1 в іншому. Частинки у різних вузлах ґратки взаємодіють між собою, причому енергія цієї взаємодії залежить від взаємної орієнтації «спінів». Повна енергія системи записується у вигляді:
{\displaystyle E=-\sum _{ij}J_{ij}S_{i}S_{j}\,}
Зазвичай при розгляді моделі Ізінга обмежуються найближчими сусідами, тому енергію можна записати, як
{\displaystyle E=-J\sum _{ij}S_{i}S_{j}\,}.
При додатних значеннях параметра J найменшу енергію має стан із паралельними спінами — усі спіни однинакові. Цей стан аналогічний феромагнітному.
При J < 0 найменшу енергію має антиферомагнітний стан з чергуванням спінів +1 та −1.
Ймовірність реалізації кожного конкретного розподілу {\displaystyle \{S_{i}\}} визначається його енергією і температурою.
{\displaystyle P=e^{-E/k_{B}T}},
де P — ймовірність, T — температура, а {\displaystyle k_{B}} — стала Больцмана.
При малій температурі ймовірність реалізації стану з найнижчою енергією найбільша, тобто система перебуватиме у впорядковому стані — феромагнітному або антиферомагнітному. При збільшенні температури ймовірності реалізації станів з різною енергією вирівнюються й більшу вагу має кількість різних мікростанів, які мають дану енергію, тобто ентропія. Ця кількість більша для невпорядкованих станів. При певній температурі можливий фазовий перехід.

## Зовнішнє поле
Фазовий перехід можливий також в залежності від зовнішнього «магнітного поля». В такому полі енергія задається формулою
{\displaystyle E=-\sum _{ij}J_{ij}S_{i}S_{j}-h\sum _{i}S_{i}\,},
де h — напруженість поля. Таким чином можна досліджувати поведінку системи не лише в залежності від температури, а також в залежності від зовнішніх факторів.

## Розв'язки
Для двовимірної системи модель Ізінга має точний аналітичний розв'язок, отриманий Ларсом Онсагером.

## Історія
Модель отримала свою назву від прізвища німецького вченого Ернста Ізінга. Ізінг досліджував одновимірний випадок і показав, що в цьому випадку фазового переходу не існує. Звідси він зробив неправильний висновок, що фазового переходу не існує в системі з довільним числом вимірів. Подальші дослідження показали, що фазовий перехід існує для нескінченної ґратки у двовимірному випадку і для будь-якого числа вимірів, більшого за двійку.